# 180e Infanteriedivisie (Duitsland)
De Duitse 180e Infanteriedivisie (Duits: 180. Infanterie-Division) was een Duitse infanteriedivisie tijdens de Tweede Wereldoorlog. De divisie werd opgericht op 31 oktober 1944. De eenheid deed in haar bestaan dienst in Nederland en Duitsland.
In april 1945 werd de divisie, die onder leiding stond van Martin Gilbert, ontbonden, nadat het zich had moeten overgeven in de slag om het Ruhrgebied. 

## Samenstelling
- Grenadier-Regiment 1221
- Grenadier-Regiment 1222
- Grenadier-Regiment 1223
- Divisions-Füsilier-Bataillon 180
- Artillerie-Regiment 880
- Panzerjäger-Kompanie 1180
- Nachrichten-Kompanie 1180
- Divisions-Versorgungs-Regiment 1180